# 前36年
| 千纪： | 前1千纪 |
| 世纪： | 前2世纪 \| 前1世纪 \| 1世纪                                                                                |
| 年代： | 前60年代 \| 前50年代 \| 前40年代 \| 前30年代 \| 前20年代 \| 前10年代 \| 前0年代                            |
| 年份： | 前41年 \| 前40年 \| 前39年 \| 前38年 \| 前37年 \| 前36年 \| 前35年 \| 前34年 \| 前33年 \| 前32年 \| 前31年 |
| 纪年： | 西汉建昭三年                                                                                               |

## 大事记
- 郅支圍城戰，漢朝西域都護甘延壽和副校尉陈汤攻破郅支单于城，获郅支单于首级，滅北匈奴，從而結束西漢與匈奴的百年大戰；汉朝将匈奴俘虏交给参与作战的的塔里木盆地的西域十五个城邦。
- 罗马内战：陶尔米纳海战，塞克斯图斯·庞培获胜。
- 中国史籍中首次记载英仙座流星雨。
- 罗马共和国：执政官：盧修斯·格利烏斯·帕布利哥拉和瑪爾庫斯·寇克烏斯·涅爾瓦。
- 罗马共和国：马克·安东尼的将军普布里乌斯·卡尼迪乌斯·克拉苏斯入侵亚美尼亚和高加索伊比利亞王國（今格鲁吉亚），他迫使伊比利亚王国和他组成军事同盟对抗高加索阿尔巴尼亚王国。
- 犹地亚：最后一名哈斯蒙尼王朝统治者阿里斯托布鲁斯三世成为耶路撒冷大祭司。
- 馬庫斯·特倫提烏斯·瓦羅开始写《论农业》
- 6月——马克·安东尼开始对安息帝國发动一个主攻势，他带领10个罗马军团和一万骑兵入驻安納托利亞卡拉那。
- 7月——罗马内战：屋大維的舰队从波佐利出发计划入侵西西里岛，但是风暴被迫返回。
- 8月——罗马内战：米拉佐海战，瑪爾庫斯·維普撒尼烏斯·阿格里帕指挥的屋大維舰队战败塞克斯图斯·庞培的舰队。
- 8月——马克·安东尼跨越阿特羅帕特尼王國边境开始对弗拉斯巴（今伊朗馬拉蓋附近）发动攻城戰。他设立了一道围绕弗拉斯巴的防御设施并打造攻城武器。
- 9月3日——罗马内战：纳屋咯克海战，阿格里帕指挥的屋大維舰队在西西里岛北端消灭庞培的舰队。
- 9月——罗马内战：马尔库斯·埃米利乌斯·雷必达带领12个罗马军团从阿非利加行省登陆西西里岛，开始对利利俾发动攻城战。由于手下叛变他败给屋大维的军队。到他逝世他被软禁在罗马城。
- 9月——阿格里帕被授予前所未有的海战金冠，金冠是用金铸成的，上面饰有船首。
- 10月——马克·安东尼放弃对弗拉斯巴的围攻，撤回埃及，路上许多他的人马因疾病和饥饿丧生。虽然他当时还没有和小屋大薇离婚，到达埃及后他就和克娄巴特拉七世结婚了。

## 出生
- 1月31日——小安东尼娅，她是马克·安东尼和小屋大薇的小女儿
- 托勒密·费拉德尔甫斯，马克·安东尼和克娄巴特拉七世的儿子（死于前29年）
- 维普萨尼亚·阿格里皮娜，瑪爾庫斯·維普撒尼烏斯·阿格里帕的女儿（死于公元20年）

## 逝世
- 郅支单于，匈奴单于
- 姬延年
- 阿里阿拉特十世，卡帕多细亚国王
- 阿里斯托布鲁斯三世，耶路撒冷大祭司